# 허준홍
허준홍(許準烘, 1975년 8월 21일 ~ )은 GS칼텍스 부사장을 맡고 있는 대한민국의 기업인이다. GS그룹 오너 일가 4세 중 장손(長孫)이다.

## 가족
증조할아버지는 LG그룹 공동창업주 효주(曉州) 허만정(許萬正, 1897-1952)이다. 증조할머니는 진주 초계 정씨로 참봉(參奉) 정연기(鄭演祈)의 딸이다.
할아버지는 허만정의 장남으로, 삼성그룹 공동창업주이자 삼양통상 창업주 및 명예회장인 허정구이다.
할머니는 할아버지 허정구의 보성전문학교 법과 선배인 이석련(李錫璉, 1895-1952)의 딸 여주 이씨로 회재 이언적의 후손이다.
아버지는 허정구의 장남으로 삼양통상 회장을 지낸 허남각이다.
어머니는 이화여자대학교 문헌정보학과 교수를 지낸 능성 구씨로, LG그룹 공동창업주 구인회의 동생 구영회(具英會)의 딸이다.
당숙이 허창수 GS그룹 회장이다.
부인은 유한양행 창업주 유일한의 종손녀인 진주 류씨다.

## 학력
- 보성고등학교
- 고려대학교 경영학 학사
- 미국 콜로라도 대학교대학원 석사

## 경력
- 2005년 GS칼텍스 입사
- 2013년 GS칼텍스 상무
- 2015년 GS칼텍스 전무
- 2018년 GS칼텍스 부사장
- 2018년 GS칼텍스 윤활유사업본부 본부장
- 삼양통상 사장
- 2022년 삼양통상 대표이사